# نتائج المنتخب المغربي لكرة القدم للسيدات
منتخب المغرب لكرة القدم الخاص بالسيدات ممثل المغرب في رياضة كرة القدم للسيدات . والذي يتبع إداريًا الاتحاد الملكي المغربي لكرة القدم (RMFF) وينافس كعضو في الاتحاد الأفريقي لكرة القدم (CAF)  
وفيما يلي قائمة لنتائج المنتخب المغربي للسيدات بداية من 1998م ووصولاً إلى 2024م، متضمنة المباريات الرسمية وكذلك المباريات الودية .

## 1998م
| التاريخ | الفريق المنافس | النتيجة     | المناسبة | المكان                 |
| ------- | -------------- | ----------- | -------- | ---------------------- |
| 5 يوليو | جنوب أفريقيا   | التعادل 1-1 |          | بريتوريا- جنوب أفريقيا |

## 2000م
| التاريخ  | الفريق المنافس | النتيجة          | المناسبة                                          | المكان          |
| -------- | -------------- | ---------------- | ------------------------------------------------- | --------------- |
| 30 يوليو | الجزائر        | فوز المفرب 3-0   | تصفيات كأس الأمم الأفريقية للسيدات- الدور النهائي | الجديدة- المغرب |
| 12 أغسطس | الجزائر        | فوز المغرب 3 - 1 | تصفيات كأس الأمم الأفريقية للسيدات- الدور النهائي | الجزائر         |

## 2006م
| التاريح  | الفريق المنافس | النتيجة         | المناسبة                               | المكان                       |
| -------- | -------------- | --------------- | -------------------------------------- | ---------------------------- |
| 21 أبريل | الجزائر        | التعادل 0-0     | بطولة العرب للسيدات - المجموعة الثانية | أستاد الاسكندرية- الاسكندرية |
| 29 أبريل | الجزائر        | فوز الجزائر 1-0 | نهائي بطولة العرب للسيدات              | أستاد الاسكندرية- الاسكندرية |

## 2007م
| التاريخ   | الفريق المنافس | النتيجة         | المناسبة                                  | المكان                          |
| --------- | -------------- | --------------- | ----------------------------------------- | ------------------------------- |
| 2 ديسمبر  | الجزائر        | فوز الجزائر 1-0 | تصفيات بطولة أفريقيا للسيدات- الدور الأول | ملعب العبدي- الجديدة- المغرب    |
| 16 ديسمبر | الجزائر        | فوز الجزائر 2-1 | تصفيات بطولة أفريقيا للسيدات- الدور الأول | ملعب علي بن فضة- زرالدة-الجزائر |

## 2011م
| التاريخ  | الفريق المنافس | النتيجة        | المناسبة                                    | المكان           |
| -------- | -------------- | -------------- | ------------------------------------------- | ---------------- |
| 15 يتاير | تونس           | فوز تونس 3-0   | بطولة أفريقيا للسيدات قبل الألعاب الأولمبية | الجديدة - المغرب |
| 29 يناير | تونس           | فوز المغرب 1-0 | بطولة أفريقيا للسيدات قبل الألعاب الأولمبية | رادس- تونس       |

## 2012م
| التاريخ  | الفريق المنافس | النتيجة        | المناسبة                     | المكان         |
| -------- | -------------- | -------------- | ---------------------------- | -------------- |
| 14 يناير | تونس           | فوز المغرب 2-0 | تصفيات بطولة أفريقيا للسيدات | الرباط- المغرب |
| 28 يناير | تونس           | فوز تونس 2-0   | تصفيات بطولة أفريقيا للسيدات | سليمان- تونس   |

## 2014م
| التاريخ   | الفريق المنافس | النتيجة         | المناسبة                                   | المكان  |
| --------- | -------------- | --------------- | ------------------------------------------ | ------- |
| 14 فبراير | الجزائر        | فوز الجزائر 2-0 | تصفيات بطولة أفريقيا للسيدات - الدور الأول | الجزائر |
| 1 مارس    | الجزائر        | التعادل 0-0     | تصفيات بطولة أفريقيا للسيدات- الدور الأول  | الرباط  |

## 2018م
| التاريخ   | الفريق المنافس | النتيجة         | المناسبة     | المكان            |
| --------- | -------------- | --------------- | ------------ | ----------------- |
| 18 اكتوبر | الجزائر        | فوز المغرب 3-1  | مباريات ودية | القنيطرة - المغرب |
| 21 اكتوبر | الجزائر        | فوز الجزائر 1-0 | مباريات ودية | سلا - المغرب      |

## 2020م
| التاريخ   | الفريق المنافس | النتيجة         | المناسبة           | المكان                |
| --------- | -------------- | --------------- | ------------------ | --------------------- |
| 28 يناير  | تونس           | فوز المغرب 2- 1 | مباريات ودية       | ملعب بو بكر عامر- سلا |
| 31 يناير  | تونس           | فوز المغرب 6-3  | مباريات ودية       | الملعب البلدي- تمارة  |
| 14 فبراير | تونس           | فوز المغرب 1-0  | بطولة UNAF للسيدات | ملعب الكرم- الكرم     |
| 20 فبراير | موريتانيا      | فوز المغرب 5-0  | بطولة UNAF للسيدات | ملعب الكرم- الكرم     |
| 22 فبراير | الجزائر        | فوز المغرب 2 -0 | بطولة UNAF للسيدات | الكرم - تونس          |

## 2021م
| التاريخ   | الفريق المنافس | النتيجة           | المناسبة         | المكان  |
| --------- | -------------- | ----------------- | ---------------- | ------- |
| 16 سبتمبر | الكاميرون      | فوز المغرب 1- 0   | كأس عائشة بوهاري | نيجيريا |
| 19 سبتمبر | مالي           | التعادل 0 -0      | كأس عائشة بوهاري |         |
| 21 اكتوبر | أسبانيا        | فوز أسبانيا 3 - 0 | مباريات ودية     | كاسيريس |
| 30 نوفمبر | السنغال        | فوز المغرب 2 - 0  | مباريات ودية     |         |

## 2022م
| التاريح   | الفريق المنافس | النتيجة              | المناسبة                    | المكان          |
| --------- | -------------- | -------------------- | --------------------------- | --------------- |
| 19 فبراير | مالطا          | فوز المغرب 1-0       | بطولة مالطة الدولية         | باولا- مالطا    |
| 22 فيراير | مولدوفا        | فوز المغرب 4-0       | بطولة مالطة الدولية         | باولا- مالطة    |
| 7 ابريل   | غامبيا         | فوز المغرب 6-1       | مباريات ودية                | الرباط- المغرب  |
| 12 ابريل  | غانا           | فوز المغرب 2-0       | مباريات ودية                |                 |
| 11 يونيو  | الكونغو        | فوز المغرب 7-0       | مباريات ودية                | الرباط -المغرب  |
| 18 يونيو  | زامبيا         | التعادل 1-1          | مباريات ودية                | الرباط -المغرب  |
| 23 يونيو  | ساحل العاج     | التعادل 0-0          | مباريات ودية                | الرباط -المغرب  |
| 2 يوليو   | بوركينا فاسو   | فوز المغرب 1-0       | بطولة افريقيا للسيدات       | الرباط -المغرب  |
| 5 يوليو   | أوغندا         | فوز المغرب 3-1       | بطولة أفريقيا للسيدات       | الرباط -المغرب  |
| 8 يوليو   | السنغال        | فوز المغرب 1-0       | بطولة أفريقيا للسيدات       | الرباط -المغرب  |
| 13 يوليو  | بوتسوانا       | فوز المغرب 2-1       | تصفيات غرب أفريقيا          | الرباط -المغرب  |
| 18 يوليو  | نيجيريا        | التعادل 1-1          | كاس الامم الأفريقية للسيدات | الرباط -المغرب  |
| 23 يوليو  | جنوب أفريقيا   | فوز جنوب أفريقيا 2-1 | كأس الأمم الأفريقية للسيدات | الرباط -المغرب  |
| 6 أكتوبر  | بولندا         | فوز بولندا 4-0       | مباريات ودية                | خيريث- أسبانيا  |
| 10 أكتوبر | كندا           | فوز كندا 4-0         | مباريات ودية                | خيريث- أسبانيا  |
| 11 نوفمبر | ايرلندا        | التعادل 2-2          | مباريات ودية                | ماريا- أسبانيا  |
| 14 نوفمبر | ايرلندا        | فوز ايرلندا 4-0      | مباريات ودية                | ماريا - أسبانيا |

## 2023م
| التاريخ   | الفريق المنافس  | النتيجة         | المناسبة           | المكان            |
| --------- | --------------- | --------------- | ------------------ | ----------------- |
| 17 فبراير | سلوفاكيا        | فوز المغرب 3-0  | مباريات ودية       | أنطاليا- تركيا    |
| 21 فبراير | البوسنة والهرسك | فوز المغرب 2-0  | مباريات ودية       | أنطاليا- تركيا    |
| 6 ابريل   | جمهورية التشيك  | فوز التشيك 2-0  | مباريات ودية       | تشوموتوف- التشيك  |
| 11 أبريل  | رومانيا         | فوز رومانيا 1-0 | مباريات ودية       | بوخارست- رومانيا  |
| 1 يوليو   | ايطاليا         | التعادل 0-0     | مباريات ودية       | فيرارة- ايطاليا   |
| 5 يوليو   | سويسرا          | التعادل 0-0     | مباريات ودية       |                   |
| 16 يوليو  | جاميكا          | فوز جاميكا 1-0  | مباريات ودية       | مليورن- استراليا  |
| 24 يوليو  | ألمانيا         | فوز ألمانيا 6-0 | كاس العالم         | مليورن- استراليا  |
| 30 يوليو  | كوريا الجنوبية  | فوز المغرب 1-0  | كأس العالم         | أديلايد- استراليا |
| 3 اغسطس   | كولومبيا        | فوز المغرب 1-0  | كأس العالم         | بيرت- استراليا    |
| 8 أغسطس   | فرنسا           | فوز فرنسا 4-0   | كأس العالم- دور 16 | أديلايد- استراليا |
| 22 سبتمبر | زامبيا          | فوز زامبيا 2-0  | مباريات ودية       | الدار البيضاء     |
| 26 سبتمبر | زامبيا          | فوز زامبيا 6-2  | مباريات ودية       | الرباط            |
| 26 أكتوبر | نامبيا          | فوز المغرب 2-0  | التصفيات الأولمبية | مراكش             |
| 31 أكتوبر | نامبيا          | فوز المغرب 2-0  | التصفيات الأولمبية | الرباط            |
| 1 ديسمبر  | أوغندا          | التعادل 1-1     | مباريات ودية       | الدار البيضاء     |
| 5 ديسمبر  | أوغندا          | فوز المغرب 3-0  | مباريات ودية       | الرباط            |

## 2024م
| التاريخ   | الفريق المنافس      | النتيجة         | المناسبة           | المكان        |
| --------- | ------------------- | --------------- | ------------------ | ------------- |
| 23 فبراير | تونس                | فوز المغرب 2-1  | التصفيات الأولمبية | سليمان- تونس  |
| 28 فبراير | تونس                | فوز المغرب 4-1  | التصفيات الأولمبية | الرباط        |
| 5 ابريل   | زامبيا              | فوز المغرب 2-1  | التصفيات الأولمبية | ندولا- زامبيا |
| 9 ابريل   | زامبيا              | فوز زامبيا 2- 0 | التصفيات الأولمبية | الرباط        |
| 30 مايو   | الكونغو الديمقراطية | فوز المغرب 2-1  | مباريات ودية       | بركان- المغرب |
| 3 يونيو   | الكونغو الديمقراطية | فوز المغرب 3-2  | مباريات ودية       | بركان- المغرب |